# Montigny-lès-Vesoul
Montigny-lès-Vesoul és un municipi francès situat al departament de l'Alt Saona i a la regió de Borgonya - Franc Comtat. L'any 2007 tenia 632 habitants.

## Demografia

### Població
El 2007 la població de fet de Montigny-lès-Vesoul era de 632 persones. Hi havia 243 famílies, de les quals 48 eren unipersonals (32 homes vivint sols i 16 dones vivint soles), 77 parelles sense fills, 102 parelles amb fills i 16 famílies monoparentals amb fills.
La població ha evolucionat segons el següent gràfic:
Habitants censats

### Habitatges
El 2007 hi havia 254 habitatges, 244 eren l'habitatge principal de la família, 8 eren segones residències i 2 estaven desocupats. 226 eren cases i 27 eren apartaments. Dels 244 habitatges principals, 184 estaven ocupats pels seus propietaris, 57 estaven llogats i ocupats pels llogaters i 3 estaven cedits a títol gratuït; 10 tenien una cambra, 2 en tenien dues, 18 en tenien tres, 63 en tenien quatre i 150 en tenien cinc o més. 182 habitatges disposaven pel capbaix d'una plaça de pàrquing. A 96 habitatges hi havia un automòbil i a 142 n'hi havia dos o més.

### Piràmide de població
La piràmide de població per edats i sexe el 2009 era:
| Homes | Edats   | Dones |
| ----- | ------- | ----- |
| 0     | 95 o +  | 0     |
| 0     | 90 a 94 | 0     |
| 8     | 85 a 89 | 0     |
| 4     | 80 a 84 | 0     |
| 0     | 75 a 79 | 12    |
| 8     | 70 a 74 | 8     |
| 12    | 65 a 69 | 0     |
| 12    | 60 a 64 | 16    |
| 16    | 55 a 59 | 12    |
| 36    | 50 a 54 | 28    |
| 24    | 45 a 49 | 36    |
| 28    | 40 a 44 | 24    |
| 20    | 35 a 39 | 8     |
| 12    | 30 a 34 | 16    |
| 8     | 25 a 29 | 8     |
| 12    | 20 a 24 | 8     |
| 16    | 15 a 19 | 28    |
| 24    | 10 a 14 | 20    |
| 24    | 5 a 9   | 8     |
| 8     | 0 a 4   | 12    |

## Economia
El 2007 la població en edat de treballar era de 439 persones, 346 eren actives i 93 eren inactives. De les 346 persones actives 324 estaven ocupades (175 homes i 149 dones) i 22 estaven aturades (9 homes i 13 dones). De les 93 persones inactives 39 estaven jubilades, 34 estaven estudiant i 20 estaven classificades com a «altres inactius».

### Ingressos
El 2009 a Montigny-lès-Vesoul hi havia 255 unitats fiscals que integraven 686 persones, la mediana anual d'ingressos fiscals per persona era de 19.370 €.

### Activitats econòmiques
Dels 20 establiments que hi havia el 2007, 1 era d'una empresa extractiva, 1 d'una empresa alimentària, 3 d'empreses de construcció, 2 d'empreses de comerç i reparació d'automòbils, 2 d'empreses d'hostatgeria i restauració, 1 d'una empresa financera, 2 d'empreses immobiliàries, 5 d'empreses de serveis, 2 d'entitats de l'administració pública i 1 d'una empresa classificada com a «altres activitats de serveis».
Dels 3 establiments de servei als particulars que hi havia el 2009, 1 era un taller de reparació d'automòbils i de material agrícola, 1 fusteria i 1 lampisteria.
L'any 2000 a Montigny-lès-Vesoul hi havia 4 explotacions agrícoles.

## Equipaments sanitaris i escolars
El 2009 hi havia una escola elemental integrada dins d'un grup escolar amb les comunes properes formant una escola dispersa.

## Poblacions més properes
El següent diagrama mostra les poblacions més properes.